# Heckler & Koch VP70
VP70 — напівавтоматичний пістолет на 18 набоїв з УСМ подвійної дії калібром 9x19 мм. Має режим як одиночни пострілів, так і черги по три постріли (військова версія з приєднаним прикладом). Виготовлявся компанією Heckler & Koch у 1970–1989 роках. VP означає Volkspistole (у перекладі з німецької "Народний пістолет"), а 70 рік початку виробництва: 1970.

## Дизайн
VP70 поєднує в дизайні ряд можливостей, які були доволі іноваційними, або принаймні нетиповими для свого часу:
- Це був перший пістолет з полімерною рамою, що випереджав Glock 17 на 12 років. При вазі у 820 грамів у розрядженому стані, VP70 був значно легшим за пістолети з металевою рамою. Однак, першою зброєю, що мала полімерну раму, була гвинтівка Remington Nylon 66.
- Як і на Mauser C96 приклад був розроблений для використання як кобура, коли не приєднаний. На військовій версії VP70M приєднаний приклад додавав режим черги по три постріли.
- Як і пістолети Glock, VP70 використовує самозвідний ударниковий УСМ, а не звичний курковий. Проте, це робить спуск значно важчим.
- Мушка на пістолеті VP70 виготовлена у вигляді наполірованої рампи з вирізом посередині.

Навідміну від військової версії VP70M, у цивільної VP70Z присутній запобіжник. Його можна знайти на руків'ї пістолету відразу за спусковим гачком. На військовій моделі замість запобіжника встановлено заглушку.

## Варіанти
Пістолет має дві варіації:

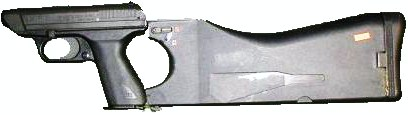
VP70 з прикладом

- "M" (Militär, військовий) має можливість приєднання прикладу з вибором режиму вогню між одиночними та чергою по три постріли
- "Z" (Zivil, civilian) має лише режим вогню одиночними

Після модифікації руків'я, є можливість приєднати приклад. Однак перейти до режиму вогню чергами при цьому неможливо.
Чотириста одиниць VP70Z було вироблено у калібрі 9x21 мм IMI; ці пістолети в основному були направлені на цивільний ринок Італії, де використання набою 9x19 мм Парабелум дозволяється тільки військовим та правоохоронним органам. Усі продані Італії VP70Z мають можливість приєднання прикладу, проте з відсутністю режиму черг по три постріли.

## Користувачі
- Марокко[4]
- Парагвай[4]
- Португалія[4]

## В культурі
Попри те, що пістолет не зазнав великої слави у використанні військовими, правоохоронцями чи звичайними цивільними, різні варіації VP70 можна зустріти у різноманітних фільмах, серіалах та іграх. 

### Фільми
- Спалах (1994)
- Чужі (1986)
- Караюча сила (1986)
- Ренегати (1989)
- Оповідь служниці (1990)
- Каффс (1992)
- Лють і честь (1992)
- Вуличний боєць (1994)
- На захід від червоної скелі (1993)
- Маска Смерті (1996)
- Розплата (1999)
- Ні живий, ні мертвий (2002)
- Янгол помсти (2002)
- Будь крутішим! (2005)

### Серіали
- Команда А (1983 - 1987)
- Демпзі і Мейкпіс (1985)
- МакГайвер (1986)
- Світляк (2003)

### Аніме
- Gunsmith Cats (1995 - 1996)
- Школа вбивць (2003)
- Привид у латах: Синдром одинака (2002 - 2003)
- Гангрейв (2003-2004)
- Арія на прізвище Червона Куля (2011)

### Відеоігри
- Resident Evil 2 (1998)
- Jurassic Park: Trespasser (1998)
- Resident Evil 4 (2005)
- Resident Evil: The Mercenaries 3D (2011)
- Cry of Fear (2012)
- Resident Evil 6 (2012)
- Aliens: Colonial Marines (2013)
- Resident Evil 2 (2019)